# Università di Évora

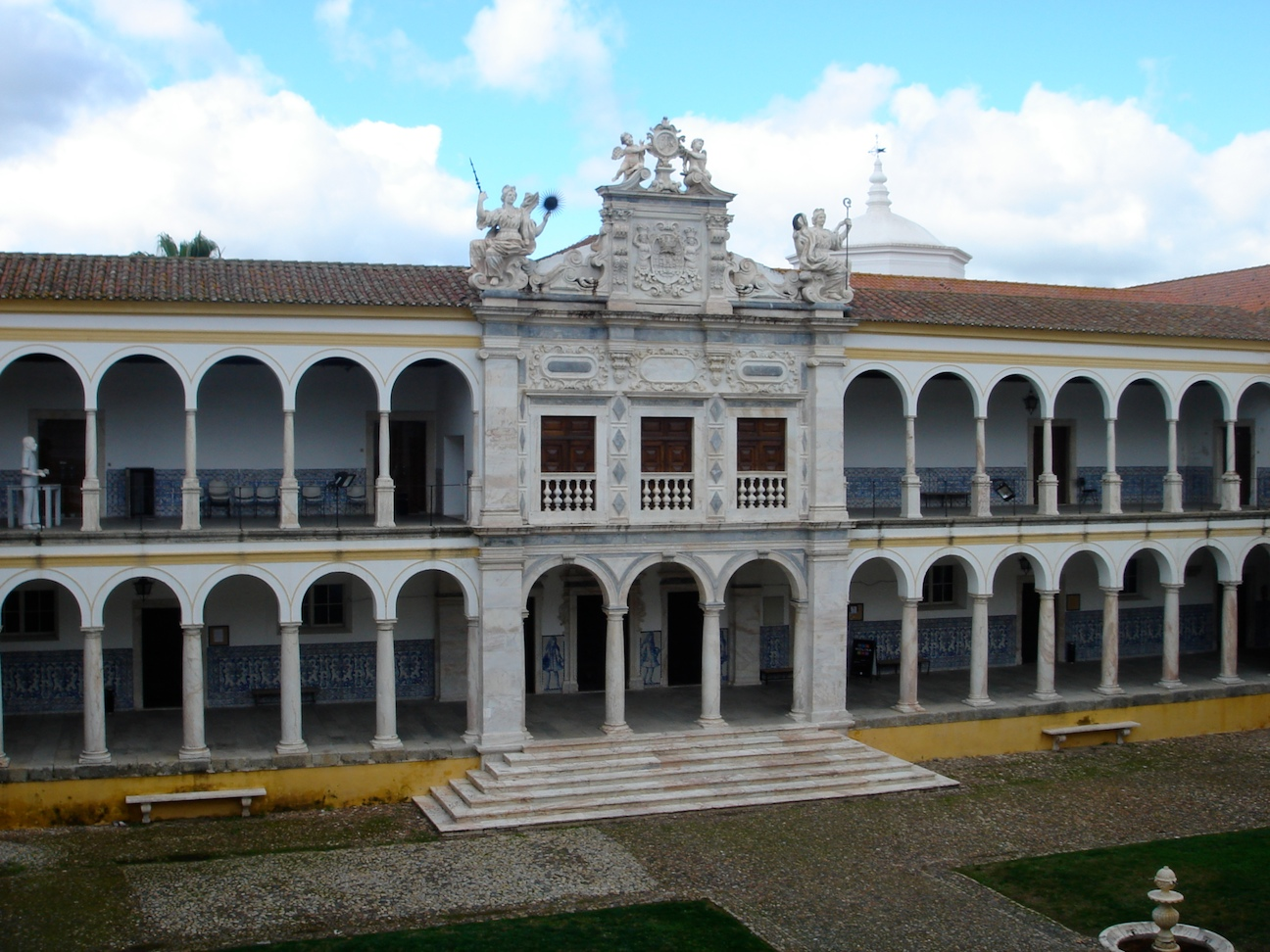
Storica sede amministrativa dell'Università.

L'Università di Évora (ufficialmente Universidade de Évora) è la seconda più antica del Portogallo, dopo l'Università di Coimbra.

## Storia
Fu fondata nel 1559 dal Cardinal Enrico I  (futuro re del Portogallo) come Collegio dello Spirito Santo (Colégio do Espírito Santo). Fu poi approvata con una bolla pontificia da Papa Paolo IV, come Università dello Spirito Santo (Universidade do Espírito Santo) e consegnata ai Gesuiti, che la diressero per due secoli. Nel 1759 fu chiusa per ordine del Marchese di Pombal, in seguito all'espulsione dei Gesuiti.
Il Collegio diventò famoso all'epoca come centro di apprendimento e per questo rivaleggiò con l'Università di Coimbra. Tra le eminenti personalità che vi studiarono: Luis de Molina (1535-1600), Pedro da Fonseca (1528-1599), Francesco Borgia, Giovanni de Britto, Manuel Álvares. Diversi prelati dell'Impero portoghese sono stati addestrati in questa università: D. Afonso Mendes, Patriarca d'Abissinia, e D. Pedro Martins, primo vescovo del Giappone.
Fu nuovamente riaperta nel 1973 con decreto dell'allora ministro dell'Istruzione, José Veiga Simão, instaurando l'Istituto Universitario di Évora (Instituto Universitário de Évora) nello stesso palazzo dove risiedeva l'Università antica prima di essere chiusa. Anche questa istituzione cambiò nel 1979 per far posto alla rinnovata nuova Università di Évora. I titoli di studio sono concessi nella cappella barocca del XVIII secolo (Sala dos Actos, restaurata nel 1973).